# Wetterzeichen
Wetterzeichen sind sicht- und fühlbare Veränderungen der Bewölkung, des Windes und anderer Witterungseigenschaften, welche auf baldige Wetterveränderungen hinweisen und so eine kurzfristige und lokale Wetterprognose ermöglichen. Die Wetterzeichen ergänzen Wetterprognosen dort, wo Prognosen entweder ungenau sind (zum Beispiel in abgelegenen Gebieten, für welche keine hochauflösenden Wettermodelle vorhanden sind), und für Gebirge, wo das Wetter ohnehin viel wechselhafter ist als auf dem Flachland. Entsprechend ist die Interpretation von Wetterzeichen eine wichtige Fähigkeit von Bergführern und anderen Personen, die in wetterabhängigen Berufen tätig sind.
Die zuverlässige Interpretation von Wetterzeichen bedingt viel Erfahrung. In manchen Situationen kann man sich auf Wetterzeichen jedoch nicht verlassen, etwa wenn man sich auf der Ostseite eines Gebirges befindet, und eine Schlechtwetterfront von Westen heranzieht.

## Bewölkung
Wolken machen den Wassergehalt und die Bewegung von Luftmassen direkt beobachtbar und gehören damit zu den wichtigsten Wetterzeichen. Manche Wetterzeichen lassen sich den Warm-, andere den Kaltfronten zuordnen. Eine Kaltfront führt zu einer raschen und markanten Wetterverschlechterung, mit heftigen, aber dafür kurzen Niederschlägen. Ebenso drohen Windböen und Frontgewitter. Warmfronten sind an einer dichter werdenden, sich absinkenden Wolkendecke erkennbar, und führen zu milden, aber dafür längeren Niederschlägen.
Zu beachten ist, dass Wetterfronten sich relativ schnell bewegen – Kaltfronten mit etwa 30 bis 40 km/h, Warmfronten etwa halb so schnell. Ist von einem Berg aus eine Kaltfront am Horizont sichtbar, bleiben nur noch wenige Stunden, um Schutz zu suchen. Allerdings werden Wetterfronten wie auch Hoch- und Tiefdruckgebiete durch Wetterprognosen sehr zuverlässig vorausgesagt. Umso bedeutender sind daher Wetterzeichen, die auf kleinräumige Phänomene wie Regenschauer und Gewitter hinweisen.
| Anzeichen | Wetteränderung | Bild |
| --- | --- | ---- |
| Cirrostratuswolken führen zu einem Halo um die Sonne bzw. den Mond | Hinweis auf feuchte Luft in großer Höhe. Langsame Wetterverschlechterung, kann eine Warmfront ankündigen. |      |
| Dichter werdende, sich nach unten verlagernde Bewölkung Wolkentyp ändert sich: Cirri → Cirrocumulus → Cirrostratus → Altostratus | Warmfront oder Okklusion wahrscheinlich innerhalb der nächsten 12 bis 24 Stunden. |      |
| Wolkenfahnen auf der Leeseite von Berggipfeln | Die Luft ist sehr feucht. Niederschlag innerhalb der nächsten ein bis vier Tage ist zu erwarten. Werden sie kleiner, deutet dies auf eine Wetterbesserung hin. |      |
| Lücken in der Bewölkung schließen sich, eine "Wolkenwand" nähert sich Wolkentyp: größer und dichter werdende Cumulus- und Cumulonimbus-Wolken | Kaltfront. Vorüberziehende Gewitter möglich. |      |
| Quellwolken, die klein bleiben (Cumulus humilis) | Stabile, gute Wetterlage, falls sie sich gegen Abend wieder auflösen. Bergwanderer/Bergsteiger erleben diese Wolke oft als plötzlich entstehenden Nebel, was die Orientierung erschwert. |      |
| Sich vergrößernde Quellwolken (Cumulus congestus), die zu Türmen aufwachsen (Cumulus castellanus) und gegebenenfalls in einer Gewitterwolke (Cumulonimbus) münden | Gefahr von ortsfesten Wärmegewittern und Regenschauern in den nächsten Stunden oder im Laufe des Tages. Diese Wolken müssen wegen den drohenden Gefahren (Blitz, Niederschlag, Windböen und Sturzfluten) ständig beobachtet werden, wenn man sich fernab von einem Zufluchtsort aufhält. Hinweis: Wolken, die scharfe, klare Abgrenzungen aufweisen, quellen weiterhin auf. Wolken, die sich an den Rändern auflösen, müssen weniger beachtet werden. |      |
| Ortsfeste Lenticularis-Wolken („Föhnfische“), Leewellen | Warmes Föhn-Wetter. Zerfasern sie sich oder bilden sich an deren Rändern Wellen, verschlechtert sich das Wetter. |      |
| Wolken in mehreren Schichten | Schlechtwetterzeichen; frühes Anzeichen einer Kaltfront. |      |
| Föhnmauer: Durch den Wind staut sich auf der Luv-Seite die feuchte Luft und führt dort zu dichter Bewölkung und heftigen Niederschlägen. Das Gebirge hält sozusagen das schlechte Wetter auf. Dies führt zu einem scharf abgegrenzten Wolkenwall direkt über dem Gebirge. Darüber ist blauer Himmel, das sogenannte Föhnfenster. | Wenn der klare Himmel über dem Föhnfenster verschwindet, und die Wolken schwappen über den Berg hinüber: Sehr deutliche Wetterverschlechterung in den nächsten Stunden. Die Föhnmauer ist natürlich nur erkennbar, wenn man sich auf der dem Wind abgewandten Seite der Berge befindet. |      |
| Geschlossene Nebeldecke in den Niederungen (Inversionslage, „Nebelmeer“) | Ein Absinken der Nebeldecke zeigt oft einen Zustrom von kalter, trockener Luft an, was weiterhin schönes Wetter verheißt. Ein Ansteigen der Nebeldecke zeigt jedoch ein heranziehendes Tief und damit schlechteres Wetter an |      |
| Kondensstreifen | Lösen sich Kondensstreifen rasch auf, weist dies auf trockene Luft und eine stabile Wetterlage hin, lange bestehende Kondensstreifen auf eine langsame Verschlechterung des Wetters. |      |

## Andere Wetterzeichen

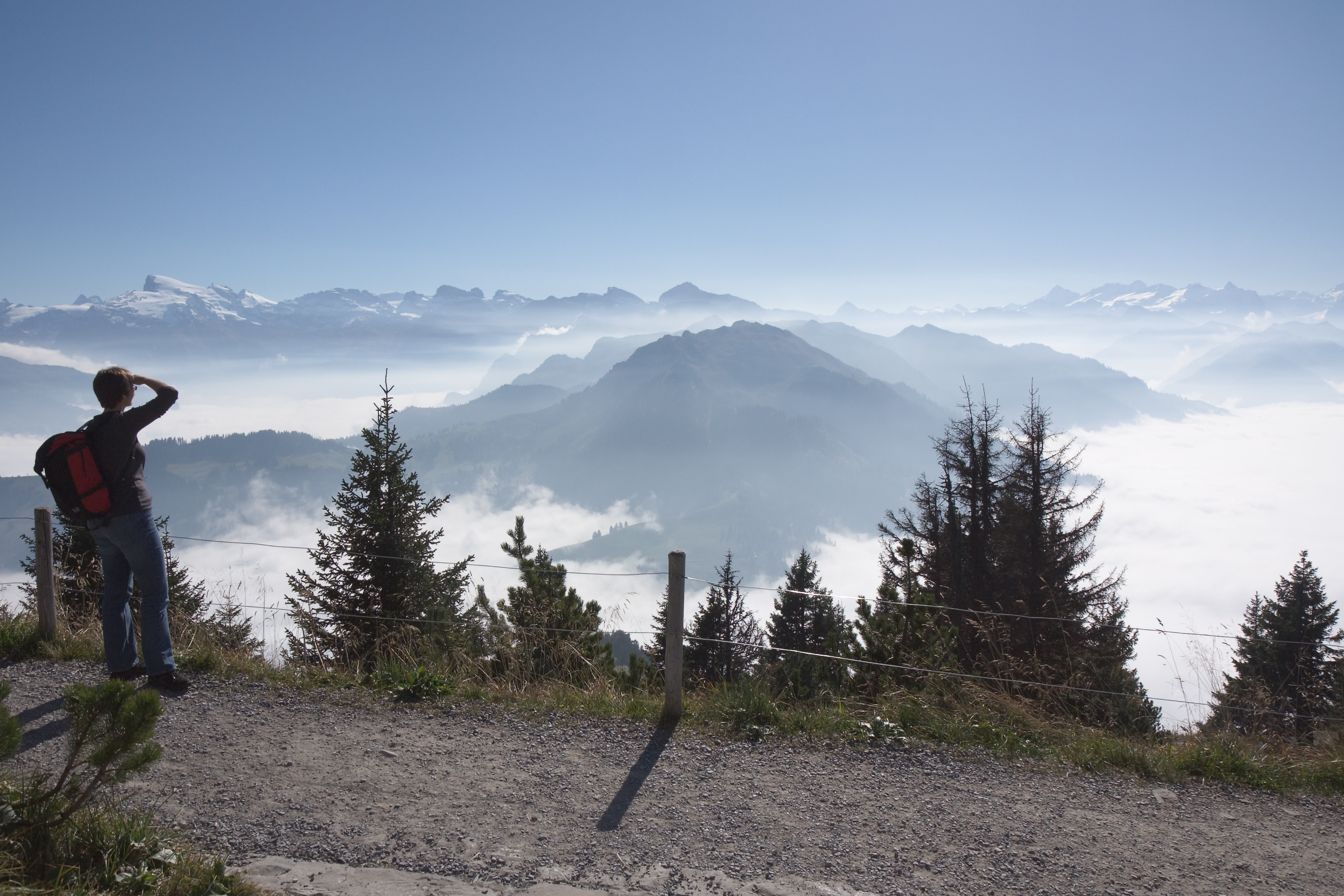
Fernsicht vom Stanserhorn
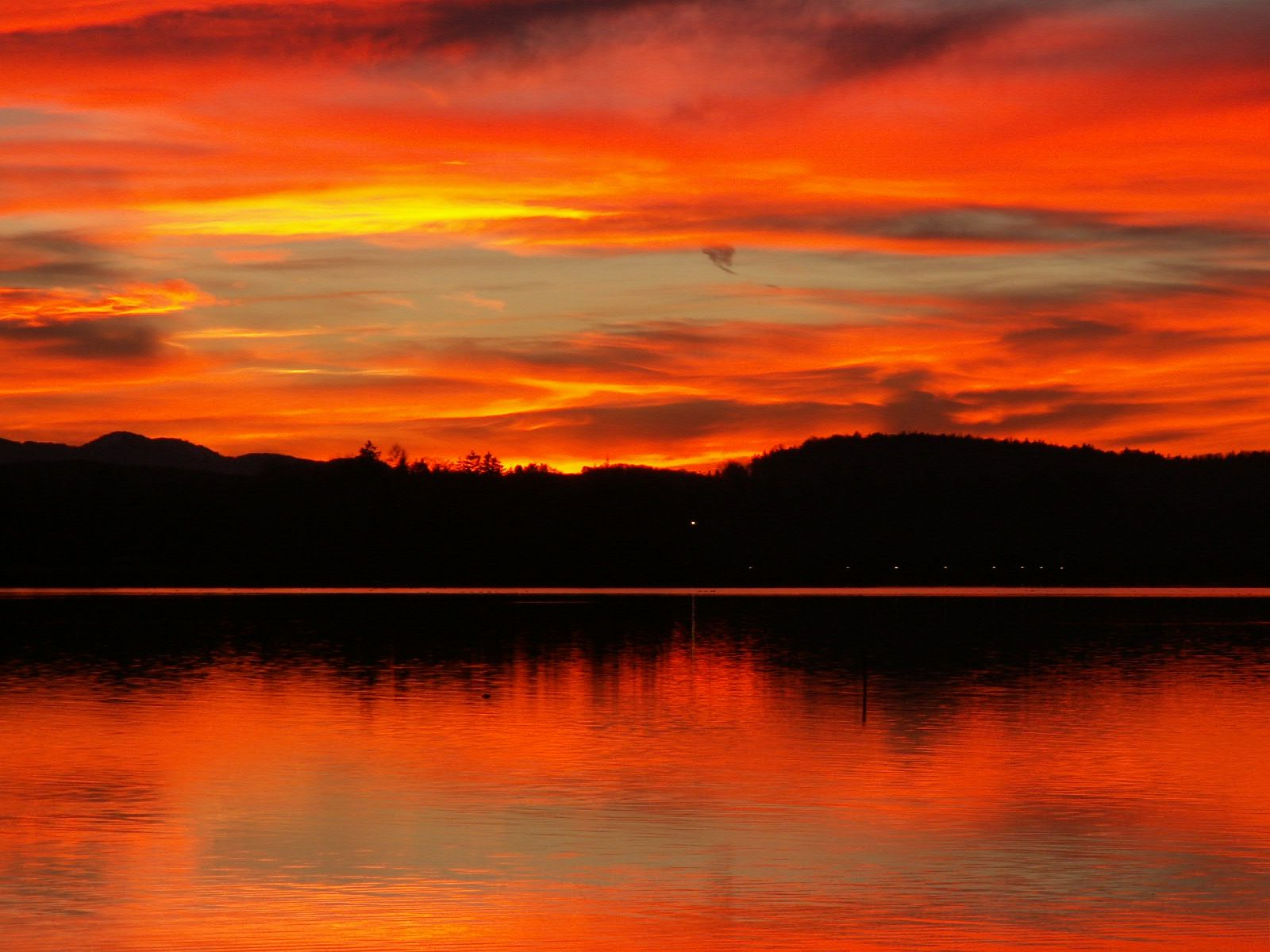
Sonnenuntergang am Starnberger See

### Wind
Starkes Auffrischen des Windes oder Wechsel der Windrichtung weist auf eher schlechteres Wetter hin. Besonders markant sind Windböen vor Gewittern und Regenschauern. Stetiger, schwacher Wind ist ein Gutwetterzeichen.

### Fernsicht
Wird die Fernsicht besser, bedeutet dies eine Wetterstabilisierung und eine trockenere Luft. Schlechtere Fernsicht bedeutet umgekehrt eine Wetterverschlechterung. Sehr gute Fernsicht mit Wind ist allerdings oft eine Föhnlage, das Ende des Föhns kommt mit einer deutlichen Wetterverschlechterung daher.

### Temperatur
In einer stabilen, guten Wetterlage bringt die Nacht eine stetige Abkühlung. Fehlende Abkühlung kann auf eine Warmfront hinweisen. Milde, schwüle Morgen zeigen veränderliches Wetter an.

### Morgenröte und Abendröte
In Europa, wo das Wetter meistens durch Westwindlagen bestimmt wird, ist das Morgenrot ein recht zuverlässiges Schlechtwetterzeichen, Abendröte ein Anzeichen für gutes Wetter.

### Pflanzen und Tiere
Manche Wildtiere und Pflanzen verändern ihr Verhalten bzw. ihre Erscheinung vor schlechtem Wetter. Da sie ohne Unterbrechung von Wetterverhältnissen abhängig sind, sind sie besonders sensibel. Vor schlechtem Wetter steigt beispielsweise Bergwild ab, und Pflanzen schließen ihre Blüten. Durch ihre geringe Körpermasse sind Insekten sehr stark von gutem Wetter abhängig. Indirekt lässt sich die Aktivität von Insekten durch andere, insektenfressende Tiere beobachten, tagsüber zum Beispiel Schwalben und nachts Fledermäuse.